# Nothingface (Album)
Nothingface ist das fünfte Studioalbum der kanadischen Metal-Band Voivod und wurde 1989 veröffentlicht. Mit dem Wechsel zu MCA Records ist das Album das Major-Label-Debüt der Band.

## Entstehung
Nach der Trennung vom deutschen Independent-Label Noise Records wurde die Band vom amerikanischen Major-Label MCA Records unter Vertrag genommen und erhielt für die Aufnahmen das bislang höchste Budget in der Bandgeschichte. Gitarrist Denis D’Amour zeichnete für den überwiegenden Teil der Kompositionen verantwortlich, insbesondere für das melodische Grundkonzept, der übrige Teil der Musik stammt aus der Feder von Bassist Jean-Yves Thériault. Das textliche Konzept entwarfen Schlagzeuger Michel Langevin und Sänger Denis Belanger, der auch einen Teil zu den Gesangsharmonien beisteuerte. Der melodische Gesang war eine Idee von Belanger, die er gemeinsam mit Schlagzeuger Langevin umsetzte.
Die einzelnen Teile der Titel wurden im Studio zu einem Demo vorproduziert, das Grundlage für die späteren Studioaufnahmen war. Einen wesentlichen Anteil daran, dass das Album das bis dahin am besten produzierte der Band war, hatte Produzent Glen Robinson. Er scheute sich nicht davor, eine laufende Studioaufnahme abzubrechen, wenn etwas nach seiner Meinung nicht passte. Insbesondere Schlagzeuger Langevin musste unter diesem hohen Anspruch leiden, als er Bassdrum-Parts für X-Ray Mirror und Pre-Ignition nicht gut genug spielte. Allerdings dementierte Bassist Thériault in einem Interview später die Gerüchte, dass es während der Aufnahmen zu Nothingface zu Spannungen zwischen den Bandmitgliedern gekommen war:

“We all suffered in the studio, it’s just part of the job, but the results were great. It really was our best album, maybe more accessible but the most elaborate. Hats off to Glen.”

„Wir alle haben im Studio gelitten, das gehört zum Job dazu, aber die Ergebnisse waren großartig. Es war wirklich unser bestes Album, vielleicht auch zugänglicher, aber auf jeden Fall das am meisten ausgearbeitete. Hut ab vor Glen.“

Das Album war zugleich das erste der Band, das digital aufgenommen wurde. Es erschien im Oktober 1989 als Langspielplatte, Musikkassette und Compact Disc. Bis heute ist Nothingface die kommerziell erfolgreichste Veröffentlichung der Band, verkaufte sich rund 150.000 mal und erreichte Platz 114 der Billboard 200. Das Musikvideo zu Astronomy Domine (einer Coverversion des gleichnamigen Stückes von Pink Floyd) wurde regelmäßig auf MTV in der Sendung Headbangers Ball gezeigt.

## Musikalische Bedeutung
Mit dem Album wandte sich die Band größtenteils von dem im Thrash Metal verwurzelten Stil der ersten vier Alben ab. Es dominierten Einflüsse aus dem Progressive Rock und die Band setzte verstärkt Elemente aus der elektronischen Musik wie Samples und Synthesizer ein. Unterstrichen wird diese Wandlung von der klinisch-kalten Coverversion von Astronomy Domine, einem Titel von Pink Floyd aus dem Jahr 1967, in dem Syd Barrett seine psychedelische Version des Universums zeichnet. Das Album gilt als der Beginn der Progressive-Metal-Phase der Band.

## Textkonzept
Mit Nothingface setzte die Band die Geschichte um den Voivod fort. In diesem Kapitel zerstört der Voivod sich faktisch selber, indem er sich in sein tiefstes Inneres zurückzieht. Das erste Stück The Unknown Knows handelt von einem kleinen Indianer, der auf die „Flying Lords“ (Langevins Entsprechung für UFO) wartet. Es ist von der indianischen Mythologie inspiriert und handelt von Fragen, die man sich selber stellt, ohne je eine Antwort darauf zu erhalten. Das Titellied Nothingface handelt von einer fiktiven Kreatur, die ihre ursprüngliche Persönlichkeit tötet und sich stattdessen mehrere neue Identitäten erschafft. Als sie später erkennt, dass diese neuen Persönlichkeiten nicht real sind, versucht sie, ihre ursprüngliche Form zurückzuerlangen, was ihr aber nicht gelingt. Schließlich fragt sie sich, ob sie denn tatsächlich jemals existiert habe.
Ein weiteres Teilkonzept des Albums resultiert aus Erlebnissen von Langevin, als er in seiner Heimatstadt Jonquieres in unmittelbarer Nachbarschaft zur größten Aluminiumhütte Nordamerikas (Raffinerie Vaudreuil des Konzerns Alcan) gelebt hatte. Daraus entstand eine Geschichte von gigantischen Fabriken in Spinnengestalt, die sich über den ganzen Planeten ausbreiten. Pre-Ignition beschreibt die Roboter, die in diesen Fabriken arbeiten, und Missing Sequences das Schicksal der Individuen, die in einer von solchen Fabriken vereinnahmten Welt leben müssen.

## Kritiken
Das Album erntete überwiegend sehr gute Kritiken und die Band wurde aufgrund der progressiven Einflüsse erstmals auch von Medien aus dem Bereich der progressiven Rockmusik wahrgenommen. So vergleicht die New Gibraltar Encyclopaedia of Progressive Rock den Gesang von Denis Belanger mit Peter Hammill von Van der Graaf Generator und bescheinigt dem Album, ausschließlich exzellente Stücke zu enthalten. John Chedsey von Satan Stole my Teddybear attestiert der Band einen chromatischen Gitarrensound, wie ihn zuvor kaum eine Band gespielt habe, sowie eine phänomenale Rhythmusarbeit.
Die Babyblauen Seiten klassifizieren die Musik als „spacigen Avantgarde-Metal“, und Thorsten Gürntke bescheinigt dem Album auf Grund der vollständig digitalen Produktion einen brillanten und fetten Klang sowie hochklassige Kompositionen. Fix Sadler hingegen kritisiert die Gleichförmigkeit und Kälte der Musik, sie sei „steril, computergeneriert, futuristisch“ und „hart, unnahbar, teilweise brutal und punkig“ sowie keineswegs „Radio-kompatibel“.
Holger Stratmann vom Rock Hard stellt fest, dass der Sound wesentlich facettenreicher als noch auf den vorangegangenen Alben sei und dass die Musiker ihre Instrumente vielfältiger einsetzen, lediglich der Gitarrensound ließe zu wünschen übrig. Für Greg Prato vom Allmusic Guide ist Nothingface das beste Album der Denis-Belanger-Ära, zugleich hört er in der Gitarrenarbeit von Denis D’Amour Jazz-Einflüsse.

## Titelliste
- The Unknown Knows
- Nothingface
- Astronomy Domine
- Missing Sequences
- X-Ray Mirror
- Inner Combustion
- Pre-Ignition
- Into My Hypercube
- Sub-Effect